# Чирков, Григорий Григорьевич
Григо́рий Григо́рьевич Чирко́в (31 января 1920, Булгаковка, Саратовская губерния — 18 февраля 1973, Вольск, Саратовская область) — старшина Рабоче-крестьянской Красной Армии, участник Великой Отечественной войны, Герой Советского Союза (1944), лишён звания в 1954 году.

## Биография
Григорий Чирков родился в 1920 году в селе Булгаковка Воскресенской волости Вольского уезда. В 1943 году он был призван на службу в Рабоче-крестьянскую Красную Армию Воскресенским районным военным комиссариатом Саратовской области. С того же года — на фронтах Великой Отечественной войны. Участвовал в боях на Западном, 1-м и 2-м Украинском фронтах.
Отличился во время форсирования Днестра.
20 марта 1944 года подразделение Чиркова переправилось через Днестр. Чирков проявил инициативу в поиске подручных средств для форсирования реки. Вместе со своим отделением численностью 6 человек старшина Чирков первым переправился на другой берег, несмотря на массированный пулемётный огонь, и ворвался в траншеи противника. Вместе со своим отделением Чирков уничтожил 35 вражеских солдат и офицеров, вывел из строя 2 станковых пулемёта, 3 ручных пулемёта, 1 противотанковое ружьё. Несмотря на полученное ранение, поля боя он не покинул, и продолжил вести огонь по противнику, чем обеспечил успешное удержание занятого рубежа и переправу своего подразделения.
Указом Президиума Верховного Совета СССР от 13 сентября 1944 года старшина Григорий Чирков был удостоен высокого звания Героя Советского Союза с вручением ордена Ленина и медали «Золотая Звезда». После тяжёлого ранения в ногу демобилизован в 1944 году.
Некоторое время жил в селе Подлесном Саратовской области. Затем переехал в Вольск, где трудился в шиферном цехе завода «Большевик». 20 августа 1953 года Г. Г. Чирков на основании пункта «а» статьи 136 УК РСФСР (умышленное убийство, совершённое из корысти, ревности (если она не подходит под признаки ст.138) и других низменных побуждений), суд г. Вольска решил Чиркова Григория Григорьевича «подвергнуть лишению свободы сроком на 10 лет с последующим поражением в избирательных правах сроком на три года». Отбывал срок в Воркуте.
Указом Президиума Верховного Совета СССР от 5 марта 1954 года Чирков был лишён звания Героя Советского Союза.
Освобождён в 1956 году. Трудился плотником в строительных организациях Вольска. Скончался 18 февраля 1973 года. Похоронен на городском кладбище города Вольска.